# Нумб'єль
Нумб'єль (фр. Noumbiel) — одна з 45 провінцій Буркіна-Фасо. Розташована в Південно-Західному регіоні, столиця провінції — Батіє. Площа провінції Нумб'єль — 2 736 км².
Населення станом на 2006 рік — 69 992 осіб.

## Адміністративний поділ
Нумб'єль підрозділяється на 5 департаментів.